# Raúl Banfi
Raúl Banfi (Montevideo, 14 novembre 1914 – Salto, 10 dicembre 1982) è stato un calciatore uruguaiano con cittadinanza italiana, di ruolo attaccante.

## Carriera
Era figlio di genitori italiani. È arrivato al Modena proveniente dal Racing Montevideo. Al debutto in Serie A, nel campionato 1939-1940, ha segnato nove reti in sedici partite, ma la sua squadra è retrocessa comunque in Serie B. Qui ha migliorato notevolmente il suo score, con ventidue reti in ventiquattro partite.
Queste prestazioni lo hanno fatto entrare nel mirino di diverse squadre, ma ad aggiudicarselo fu la Juventus; Banfi divenne così il primo uruguaiano a giocare per la Vecchia Signora. A Torino, però, non è riuscito a ripetersi, chiuso anche dal più prolifico Riza Lushta, segnando soltanto quattro reti in dodici gare, di cui tre in una sola settimana: ha infatti siglato un gol al Milano il 16 novembre 1941, mentre il 23 novembre ha realizzato una doppietta all'Atalanta. L'ultima rete è arrivata nel febbraio seguente, contro la Fiorentina.
Al termine della stagione ha fatto ritorno a Modena dove è tornato ad avere medie reti in linea con quelle del passato. Si è poi accasato al Mantova dove è diventato, anche qui, il primo uruguaiano a giocare per il club virgiliano. Ha chiuso la carriera con il Prato, in Serie B.

## Palmarès
- Coppa Italia: 1

Juventus: 1941-1942
- Campionato italiano di Serie B: 1

Modena: 1942-1943